# Giennadij Kondraszow
Giennadij Dmitrijewicz Kondraszow (ros. Геннадий Дмитриевич Кондрашов, ur. 8 grudnia 1938 w Sriednieuralsku) – rosyjski lekkoatleta, specjalista rzutu młotem,  mistrz i dwukrotny wicemistrz uniwersjad, olimpijczyk. Podczas swojej kariery reprezentował Związek Radziecki.

## Kariera sportowa
Zdobył srebrny medal w rzucie młotem na uniwersjadzie w 1961 w Sofii, za Gyulą Zsivótzkym z Węgier, a przed Irlandczykiem Johnem Lawlorem. Na kolejnej uniwersjadzie w 1963 w Porto Alegre zwyciężył w tej konkurencji przed Zsivótzkym i Masatoshim Wakabayashim z Japonii. Dwa lata później na uniwersjadzie w 1965 w Budapeszcie wywalczył brązowy medal, za Zsivótzkym, a przed swym kolegą z reprezentacji ZSRR Jurijem Bakarinowem.
Zajął 11. miejsce na mistrzostwach Europy w 1966 w Budapeszcie i 6. miejsce na igrzyskach olimpijskich w 1968 w Meksyku.
Był mistrzem ZSRR w rzucie młotem w 1963 i 1965.
Jego rekord życiowy w rzucie młotem wynosił 70,52 m, ustanowiony 21 lipca 1968 w Leningradzie.